# Aanslag in Luxor op 17 november 1997
In de ochtend van 17 november 1997 opende een groep van zes islamitische terroristen, vermomd als veiligheidskrachten, het vuur op toeristen die net uit de bussen waren gestapt op het parkeerterrein bij de tempel van Hatsjepsoet bij Karnak Luxor. De terroristen waren bewapend met machinegeweren en messen. Bij de aanslag kwamen 62 mensen om het leven, waarvan 58 toeristen (35 Zwitsers, tien Japanners, zes Britten, vier Duitsers, één Franse, één Colombiaan en één persoon met een Bulgaarse en Britse nationaliteit). Ook vonden vier Egyptenaren de dood: drie politieagenten en een reisgids. Onder de gewonden bevonden zich 12 Zwitsers, twee Japanners, twee Duitsers, één Franse en negen Egyptenaren. Vrouwelijke slachtoffers waren verminkt met messen. In de buikholte van een van de slachtoffers hadden de daders een bericht achtergelaten dat ze 'streden tegen het corrupte regime in Egypte'.
De terroristen dachten te ontkomen door een bus te kapen, ze eisten dat de chauffeur hen naar een andere toeristische trekpleister zou brengen: de Vallei der Koningen, aan de andere kant van de heuvel.
De chauffeur deed anders, en raakte daarbij gewond. Vervolgens ontvluchtten de terroristen de bus, achtervolgd door de politie. De politie heeft alle terroristen gedood.
Er is nooit iemand aangeklaagd en niemand heeft ooit terechtgestaan voor deze aanslagen.
De aanslag werd uitgevoerd door twee moslimfundamentalistische groeperingen die ervan verdacht worden banden te hebben met Al Qaida. Een van die groeperingen was al-Gama'a al-Islamiyya. Met de aanslag wilden de terroristen de overeenkomst tussen de Egyptische regering en moslimsorganisaties saboteren. In juli 1997 kwamen de groeperingen met de regering overeen geen geweld meer te gebruiken. Door de aanslag bij Luxor stond het toerisme in Egypte meerdere jaren op een laag pitje. De aanslag in Luxor leidde tot grote publieke verontwaardiging en afwijzing van de jihad binnen en buiten Egypte. Hier hadden de samenzweerders niet op gerekend. Leiders van Gama'a al-Islamiyya zeiden al snel dat de moordpartij niet gepland was, de groep had de toeristen alleen willen ontvoeren om ze zo schrik aan te jagen. Andere leden van Al-Gama’a al-Islamiyya ontkenden zelfs elke betrokkenheid van de organisatie bij het bloedbad, volgens geestelijk leider Omar Abdel-Rahman zat Israël achter de aanslag, Al Qaida topman Zawahiri gaf de Egyptische politie de schuld.

## Trivia
- De aanslag vond plaats een uur voordat koningin Beatrix en prins Claus hun staatsbezoek in Egypte begonnen.